# Andet franske kejserrige
Andet franske kejserrige eller Andet Imperium var det imperium ledet af Napoleon III fra 1852 til 1870, mellem den Anden og Tredje Republik i Frankrig.
I perioden blev der opbygget et stort kolonirige, med bl.a. Cambodia, Ny Kaledonien og Senegal. I perioden tredobledes koloniriget og nåede 1 mio. km2.
Imperiet ophørte ved Napoleon III's nederlag i Den fransk-preussiske krig og blev afløst af en nationalregering, der fortsatte kampen mod Preussen.

## Krimkrigen
Den store anseelse, Napoleon 3. vandt, skyldtes især hans udenrigspolitik (udenrigsministre Édouard Drouyn de Lhuys, Edouard Thouvenel og Alexandre Joseph Colonna-Walewski). Trods al mistillid fandt Europa sig rolig i familien Bonapartes tilbagevenden til magten, og Napoleon blev snart førende i europæisk politik. Han førtes i hele sin optræden dels af de nationale ideer, dels af hensynet til Frankrigs ære ("gloire"). Frankrigs gamle protektorat over den romerske kirke i Mellemøsten gav ham anledning til at blande sig i mellemøstlige forhold, hvilket førte til Krimkrigen 1853—56.
Napoleon støttede her Tyrkiet mod Rusland og forenede med sig England, Sardinien og halvvejs Norge og Sverige. Det endte med Pariserkongressen 1856, hvor Ruslands magt indskrænkedes betydeligt, og hvor der vedtoges en række folkeretlige bestemmelser. I spidsen for det liberale Vesteuropa havde Napoleon brudt det reaktionære herredømme, Rusland siden 1848 havde øvet i Europa. Under Kongressen fødte kejserinden Eugénie han ægtede i 1853 ham en søn, og slægten syntes nu sikret.

## De italienske krige
I de følgende år vejede Frankrigs ord tungt både i det orientalske og det schweizisk-preussiske spørgsmål. Helt afgørende blev Napoleons indgriben til fordel for den italienske enhedsbevægelse. Hans forhold til Sardinien blev stedse nærmere, selv efter italieneren Felice Orsinis attentat 14. januar 1858.
I Plombières traf han Aftaler med Camillo Benso Cavour; nytårsudtalelserne og trontalen 1859 gjorde denne forståelse klar for Europa, og da østrigerne angreb Sardinien, ilede franske hære det til hjælp. Den italienske krig endte 11. juli ved præliminærerne i Villafranca (Fred i Zürich i november), hvorved Østrig overlod Lombardiet til Napoleon, der gav det til Sardinien. Freden, der var sluttet af frygt for Preussens indgriben, svarede ikke ganske til løfterne, men i løbet af 1860—61 fuldførtes dog foreningen af Italien så nær som Rom og Venezia. Napoleon, der så lidt bekymret herpå, fik som erstatning Savoyen og Nizza, hvis væsentlig franske befolkning med stort flertal billigede dette (april 1860).
De franske kolonier udvidedes stærkt. Ny Kaledonien erobredes, besiddelserne i Algier og Senegambia udvidedes; efter en fireårig krig med Annam erhvervedes 1862 Cochinkina (det sydlige Vietnam) og 1863 protektoratet over Cambodja. 1858 sluttedes en handelstraktat med Japan, og sammen med England blev Kina i 1860 tvunget til store handelsindrømmelser. De kristne i Syrien beskyttedes 1860 af franske tropper, der dog efter engelsk ønske blev trukket tilbage 1861.

## Indenrigspolitik
Også Napoleons indenrigsstyrelse var dygtig, ledet af ministre som Achille Fould, Morny, Persigny, Eugène Rouher og Duruy. Hans interesser var ikke knyttede til en enkelt samfundsklasse. Arbejderne behøvede han i sin politik, og derfor fik de sociale reformer en ret omfattende karakter. Store offentlige arbejder udførtes, jernbanenettet fik en mægtig udvidelse; (Georges Eugène Haussmann) ombyggede Paris og andre store byer, flodløb reguleredes, sandede kyststrækninger opdyrkedes osv. oprettelsen af hjælpe- og forbrugsforeninger støttedes, retsplejen blev fri for de fattigste, og 1864 tillodes arbejderforeninger og strejker, der siden 1803 havde været forbudte af Napoleon 1.. Socialismen rejste sig vel efterhånden igen efter nederlaget 1848, og 1864 var franske arbejdere med i London ved dannelsen af Første Internationale, men de optrådte ikke politisk og opponerede ikke mod kejseren.
I det hele fremmedes alle næringsvejene, og fremgangen var stærk. Fransk virksomhed skabte Suez-kanalen 1858—69 (Ferdinand de Lesseps). Mens den lovgivende forsamling (1849—51) ledet af Thiers med stort flertal var gået mod frihandelen, brød Napoleon ved handelstraktaten med England 1860 ganske med det herskende beskyttelsessystem, og 1861—65 fulgte lignende traktater med Belgien, Italien, Schweiz, Holland, den tyske toldforening osv., hvilket hurtig bragte fransk handel et stort opsving. Endelig fremmedes næringslivet ved kreditfonde og Credit mobilier 1852, og ved statslånene vendte man sig ikke blot til de store finansmænd, men også til de små kapitalister. Et udtryk for fremgangen blev Verdensudstillingerne 1855 og 1867.

## Opposition
Men alt dette forsonede dog ikke det bourgeoisi, der 1848 havde set magten glide sig af hænde. Ikke blot i næringslivet vandt borgerne glimrende fremgang, men
fuldt så vel i videnskab, litteratur og kunst. Sammen med et kritisk historie-, filosofi- og litteraturstudium skabtes en realistisk litteratur; det store drama afløstes af skuespil hentede fra det daglige liv, og den psykologiske roman blev den herskende litteraturform.
Men næsten alle dette åndslivs stormænd stod i opposition til kejserdømmet. Pressen var stadig bundet: ved valgene 1857 anvendtes atter valgtryk i stort omfang, og højdepunktet nåede tvangssystemet 1859 efter Orsinis attentat, da en sikkerhedslov gav regeringen ret til at internere eller forvise politisk mistænkelige personer. Og hertil kom, at der under bank- og Aktie væsenets rivende fremgang opstod en række spekulationer, der regnede med bestikkelser af mænd med politisk indflydelse, og som snart førte til store skandaler i den mest fremskudte politiske og finansielle Verden.

## Udenrigspolitiske nederlag
Betydning fik alt dette, da Napoleons udenrigspolitik begyndte at mislykkes. 1861 intervenerede Frankrig sammen med England og Spanien i Mexiko, der for to år havde suspenderet alle udenlandske fordringer; mens de andre trak sig ud af kampen, fortsatte Napoleon for at grunde et latinamerikansk vasalrige og indsatte ærkehertug Maximilian som kejser 1863, men senere fremtvang de Forenede Stater de franske troppers hjemkaldelse, og Maximilian dræbtes 1867 af mexikanerne.
1863 blev alle Frankrigs forsøg på ved noter og kongresforslag at standse russerne i Polen forgæves; 1864 ønskede Napoleon en national afgørelse af det dansk-tyske spørgsmål, men ville ikke bryde med Preussen, med hvilket han ofte forhandlede om franske udvidelser ved Rhinen, og opnåede derfor intet. 1866 billigede han Italiens forbund med Preussen, men han gik ud fra, at de ville blive besejrede, og sluttede for at frelse dem juni 1866 aftaler med Østrig om, at Frankrig skulle blive neutralt, men Østrig til gengæld opgive Venezia og ikke helt ødelægge Preussen. Krigens udfald forstyrrede imidlertid alle hans beregninger; kompensationer kunne ikke sættes igennem over for det sejrrige Preussen, og hans mæglende virksomhed ved Pragfreden 1866 bragte kun små resultater.
Stadig bekymring voldte også det romerske spørgsmål, idet hans klerikale tilhængere ivrig holdt på, at paven skulle beskyttes, mens fritænkerske rådgivere som Rouher ønskede at vinde Italien ved at opgive Rom. Ved aftalerne september 1864 mente man at have fundet en mellemvej, idet de franske tropper forlod Rom, men Italien lovede ikke at angribe det. 1867 angreb imidlertid Giuseppe Garibaldi Rom, og de franske tropper vendte da tilbage. Endelig mislykkedes 1867 forsøget på ved aftaler med Holland at få Luxembourg, da Preussen ivrig protesterede, men han opnåede dog, at den preussiske besætning forlod Luxembourg, der neutraliseredes.

## Udenrigspolitiske sejre - koloniriget
I perioden blev der opbygget et stort kolonirige, med bl.a. Cambodia, Ny Kaledonien og Senegal. I perioden tredobledes koloniriget og nåede 1 mio. km2.

## Liberale reformer
Bekymret herover søgte Napoleon at vinde de ledende partier i Frankrig og slog derfor ind på en liberal politik, der i sig selv godt kunne forenes med hans gamle program, at folket under den demokratiske cæsarisme skulle modnes til friheden. 1860 tillod han, at trontalen besvaredes med en adresse, og at forhandlingerne offentliggjordes i deres hele omfang. 1861 opgaves kejserens ret til mellem samlingerne at afholde ubevilgede udgifter, og finanslovbehandlingen fik en friere karakter.
Oppositionen, der hidtil kun havde enkelte repræsentanter som Ollivier og Jules Favre, benyttede ivrig indrømmelserne, og ved valgene 1863 satte de 36 igennem, hvoriblandt Thiers. Adressedebatterne 1864 og 1865 formede sig som hvasse angreb på regeringen, og 1866 kritiserede Thiers skarpt dens holdning under krigen. 1867 gik da Napoleon til større indrømmelser. Adressedebatten ombyttedes med en betinget interpellationsret, og ny presse- og forsamlingslove lovedes. 1868 tillodes upolitiske forsamlinger og Vælgermøder under politiopsyn, og regeringens ret til indgriben i presseforholdene indskrænkedes. 1866 og 1867 var general- og municipalrådenes magt blevet stærkt udvidet, og også i undervisningsvæsenet mildnedes tvangssystemet. 1864 havde Duruy i den lærde skole fået dannet en realretning; 1867 oprettede han pigeskoler i et stort antal sogne, sikrede lærernes løn og udvidede adgangen til fri undervisning.

## Konstitutionelle reformer
Samtidig søgte man at sikre sig udadtil ved Niels hærlov, der betød en stærk tilnærmelse til almindelig værnepligt, men som kun vedtoges i en meget indskrænket form 1868. Den parlamentariske oppositions ledere begyndte nu at håbe på et virkeligt konstitutionelt kejserdømme, men kravet derom fastholdt de også bestemt, og en voldsom opposition kom til orde i pressen (Victor Henri Rocheforts Lanterne) og fik endog udtryk i tumulter i Paris.
1869 gav bankfallitter og store skandaler anledning til stærke angreb. Ved valgene dette år fik regeringen endnu flertallet, men oppositionen voksede stærkt og sejrede i Paris og andre store byer, og Léon Gambetta var blandt de valgte. Sammen med et mellemparti under Ollivier forlangte oppositionen nu i et antal af 116 (kamrets medlemmer var cirka 290) konstitutionelle reformer. I juli lovede kejseren det; Rouher trådte tilbage fra ministerstillingen og blev senatspræsident, og ved senatsbeslutning ændredes forfatningen i september. Derpå dannedes også det konstitutionelle ministerium Ollivier januar 1870, og i april bestemtes nøjere forfatningsændringerne.
Den lovgivende forsamling fik initiativ til love. Ret til at udnævne sin præsident osv., interpellationsretten blev fri, ministrene blev ansvarlige over for senatet, om end samtidig kejserens ansvar bevaredes; det blev et samlet ministerium, ikke fagministre under kejseren. Folkeafstemninger beholdt kejseren ret til at benytte. Der kunne på denne forfatning bygges en konstitutionel udvikling, men den åbnede også en del muligheder for at bevare det personlige regimente.
Den vedtoges med 7.350.142 stemmer mod 1.538.825, og skønt flertallet i de store byer og en mindre del af hæren havde stemt imod, var dette udfald egnet til højlig at styrke kejseren og Ollivier. Ved hoffet herskede imidlertid en skarp strid mellem det gamle bonapartistiske parti og de ny konstitutionelle rådgivere, og kejseren selv, der siden 1865 var stærkt plaget af sygdom, vaklede mellem dem. Derfor blev der stadig over forfatningsarbejdet et vist uvederhæftigt præg, så man ikke ret vandt de liberales tillid, og samtidig antog socialistbevægelsen en truende karakter, så man måtte gribe til arrestationer af Internationalens ledere. Men før det viste sig, hvorledes det ville gå med forsoningsforsøgene, havde andre begivenheder grebet forstyrrende ind.

## Revanchisme og nederlag
Siden 1866 havde næsten alle franske været optagne af ønsket om "revanche pour Sadowa" (dvs hævn for preussernes sejr over østrigerne i Slaget ved Königgrätz 1866), Frankrigs førerstilling i Europa skulle hævdes, og skønt hærreformen efter Niels død 1869 var blevet højst tarvelig udført, troede man sig almindeligvis preusserne langt overlegne.
Kejseren selv var fredelig, men ubehagelig berørt af de indre forhold ønskede kejserinden og de klerikale hofkredse, såvel som udenrigsministeren Agenor Gramont krig. I Preussen veg kong Wilhelm også tilbage for ansvaret og risikoen, men for Bismarck, de ledende militære og en del af folket var krigen vejen til Tysklands enhed.
Det blev da de to udenrigsministre let gennem mere eller mindre bevidste misforståelser at gøre krigen nødvendig. Prins Leopold af Hohenzollern var blevet valgt til Spaniens konge; kong Wilhelm tillod ham som familieoverhoved at modtage valget; Frankrig fordrede, at tilladelsen skulle tages tilbage. Kongen nægtede det, men lod prinsen selv trække sig tilbage 12. juli 1870. Da krævede Gramont, at kong Wilhelm skulle love heller ikke fremtidig at tillade denne kandidatur. Kongen afviste i Ems den franske gesandt Vincent Benedettis fordringer herom; i Paris vaklede man, men Bismarck gav nu i Emser-depechen magterne en drejning, der gav indtrykket af et hvast sammenstød mellem kongen og Benedetti.
Endnu fik fredsvennerne om middagen 14. juli overhånd i det franske ministerråd, men nye efterretninger, uvist hvilke, kom til, og i et møde samme aften besluttedes reservens
indkaldelse. I pariserpressen, i folket og i kammeret var stemningen for krig, og ministeriet reves med heraf, skønt tilbøjeligheden i provinserne syntes at gå i modsat retning. 15. juli vedtoges krigsbevillingen i kamrene trods Thiers' modstand, og 19. juli erklæredes krigen. Napoleon tog anførselen for hæren; kejserinden og et regentskab tog styrelsen i Paris.
Med Østrig og Italien havde Frankrig aftalt alliancetraktater, der dog endnu ikke var underskrevne, og man regnede på Danmark og de sydtyske stater, mens Rusland støttede Preussen, og England stod neutralt. Alliancerne var imidlertid afhængige af sejrene, og trods krigsministeren Leboeufs forsikringer viste det sig snart, at Frankrigs hær ikke var i en sådan
tilstand, at de kunne vindes. Efter en måneds kamp var den ene halvdel af hæren indesluttet i Metz og den anden halvdel sammen med kejseren fanget ved Sedan (2. september). I Paris var Ollivier efter de første nederlag afløst af greven af Palicao. Nu brød åben opstand løs 3.—4. september; kejserinden flygtede, og på Hotel de Ville proklameredes republikken og indsattes Gouvernement de la défense nationale. Trods et intermezzo med udråbelse af Pariserkommunen marts-maj 1871 endte republikken med at vedblive.